# Staatscourant
Der Staatscourant (deutsch Staatsanzeiger) war das niederländische staatliche Bekanntmachungsblatt. Die Zeitung erschien bis zum 1. Juli 2009 montags bis freitags (mit Ausnahme von Feiertagen) im Tabloid-Format. Seit dem 2. Juli ersetzen eine Website und eine wöchentliche Ausgabe, beide unter dem Namen SC, die bisherige tägliche Printausgabe. Des Weiteren gibt es für offizielle Bekanntmachungen eine zusätzliche Website.
Redaktionssitz ist Den Haag. Herausgeber der Website und Zeitung ist das Innenministerium der Niederlande in Verbund mit dem Verlag Sdu. Die bezahlte Auflage der täglichen Ausgabe betrug im ersten Quartal 2008 4.544 Exemplare. Chefredakteur ist Maurits van den Toorn (Stand Juli 2009).

## Funktion
Die Aufgabe des Staatscourant war es, königliche und ministerielle Gesetze bzw. Verordnungen zu publizieren. Diese traten überhaupt erst mit der Veröffentlichung im Staatscourant in Kraft.

## Geschichte
Am 1. Januar 1814 erschien auf Veranlassung von Wilhelm I. die erste Ausgabe. Am 2. Januar 1963 vollzog sie als erste niederländische Zeitung den Wechsel vom sogenannten Statenbijbel- auf das Tabloid-Format, diesem Vorbild sollten erst vier Jahrzehnte später etliche regionale und überregionale Zeitungen folgen. Am 16. Januar 1989 nahm der Staatscourant erstmals Anzeigen auf. Im Januar 1993 wurde zusätzlich zum Abonnement auch der Einzelverkauf eingeführt. Am 18. November 1996 erschien die erste Ausgabe im Internet.

## Einstellung der täglichen Printausgabe
Seit dem 1. Januar 2006 müssen niederländische Unternehmen nicht mehr ihre Jahresabschlüsse nach der Einreichung bei der Handelskammer auch im Staatscourant veröffentlichen. Die Auflage befand sich schon seit Jahren im freien Fall (im 4. Quartal 1999 lag sie noch bei über 10.000 Exemplaren), nun kam noch ein Wegbruch von etwa 12,5 Millionen Euro jährlichen Einnahmen hinzu.
Das Innenministerium sah daraufhin keine Zukunft mehr für eine gemeinsame Print- und Internetausgabe und beschloss die Aufgabe der ersteren. Hierzu wurde eine Gesetzesänderung beschlossen, durch die Gesetze/Verordnungen auch durch eine Veröffentlichung über das Internet Gültigkeit erlangen können. Die Printausgabe sollte ursprünglich zum 1. Januar 2009 eingestellt werden, sie erschien jedoch noch bis zum 1. Juli 2009 und wurde anschließend durch die nun SC heißende wöchentliche Ausgabe ersetzt. Am 5. September 2008 erschien bereits die letzte Ausgabe mit redaktionellem Inhalt, bis zur vollständigen Umstellung wurden nur noch Gesetze und Verordnungen publiziert.

## Auflagenentwicklung
| Jahr    | 2000  | 2001  | 2002  | 2003  | 2004  | 2005  | 2006  | 2007  |
| ------- | ----- | ----- | ----- | ----- | ----- | ----- | ----- | ----- |
| Auflage | 9.990 | 9.220 | 8.306 | 7.637 | 7.128 | 6.180 | 5.467 | 4.957 |